# Parceria dos Viajantes
Parceria dos Viajantes é o décimo sétimo álbum do cantor brasileiro Zé Ramalho, lançado em 2007.

## Faixas
| N.º | Título                                                                                       | Letras             | Música                                    | Duração |  |
| 1.  | "O rei do rock"                                                                              | Zeca Baleiro       | Zé Ramalho                                | 5:07    |  |
| 2.  | "A nave interior" (com Pitty)                                                                | Chico César        | Zé Ramalho                                | 4:37    |  |
| 3.  | "Montarias sensuais"                                                                         | Jorge Mautner      | Zé Ramalho                                | 4:10    |  |
| 4.  | "O Norte do Norte" (com Sandra de Sá)                                                        | Zé Nêumanne Pinto  | Zé Ramalho                                | 4:04    |  |
| 5.  | "Do Muito e do Pouco"                                                                        | Oswaldo Montenegro | Zé Ramalho                                | 3:37    |  |
| 6.  | "Procurando a estrela" (com Daniela Mercury)                                                 | Zé Ramalho         | Toti Cavalcanti                           | 4:11    |  |
| 7.  | "Farol dos Mundos"                                                                           | Zé Ramalho         | Robertinho de Recife                      | 3:36    |  |
| 8.  | "Pássaros Noturnos" (com Chimbinha na guitarra e Juninho na bateria, ambos da Banda Calypso) | Fausto Nilo        | Zé Ramalho                                | 3:09    |  |
| 9.  | "Chamando o Silêncio" (com Alana Marie, gravada no True Azul Studio, em Nova Iorque)         | Zé Ramalho         | Toni Garrido, Da Gama, Bino Farias, Lazão | 4:46    |  |
| 10. | "Porta de luz" (com Zélia Duncan)                                                            | Zé Ramalho         | Dominguinhos                              | 4:18    |  |
| 11. | "As Aparências Enganam"                                                                      | Zé Ramalho         | Chico Guedes                              | 4:16    |  |

## Músicos
- Zé Ramalho - Violão e  vocais em todas as faixas, arranjos nas faixas 1, 2, 3, 4, 5, 6, 11, teclados na faixa 1, viola de doze cordas na faixa 2, gaita na faixa 2
- Robertinho de Recife - Arranjos em todas as faixas (exceto 9), guitarra nas faixas 1, 3, 4, 5, 6, 7, 11, ukelele na faixa 1, slide guitar na faixa 2, efeito sonoros na faixa 2, baixo elétrico nas faixas 3, 6, 7, 8, 9, 10, teclados na faixa 7, sítara na faixa 10, guitarra portuguesa na faixa 10
- Paulo Ricardo - Baixo elétrico nas faixas 1, 2, 5
- Chico Guedes - Baixo elétrico guitar nas faixas 4, 11
- João Barone - Bateria nas faixas 1, 3, 5, 6, 7
- Marcelo Bonfá - Bateria na faixa 2
- Edu Constant - Bateria nas faixas 4, 11
- Marcos Bolais - Teclados na faixa 5
- Dodô de Moraes - Acordeão na faixa 1, órgão na faixa 1, teclados nas faixas 4, 6, 8
- Zé Gomes - Percussão nas faixas 1, 3, 4, 5, 6, 7, 11
- Marcos Suzano - Percussão na faixa 10
- Jeferson Victor - Trompete na faixa 1, 3
- Bidu Cordeiro - Trompete na faixa 3
- Monteiro Jr. - Saxofone tenor na faixa 3
- Toti Cavalcanti - Fagote na faixa 4, trompete na faixa 8
- Roberta de Recife - Coral nas faixas 5, 11, vocalise na faixa 7
- Zita, Diva, Edite, Francisco José, Mariana - Coral na faixa 5
- João Ramalho  e Erika Valente - Coral na faixa 11
- Franco Sattamini - Arranjos e todos os outros instrumentos (exceto violãoe baixo elétrico) na faixa 9